# Tynwald
Tynwald (en manés Tinvaal), o de manera más formal, la Corte Suprema del Tynwald (en manés Ard-whaiyl Tinvaal), también llamado simplemente como Corte del Tynwald es el órgano bicameral que ostenta el poder legislativo de la Isla de Man.

## Historia
Es el cuerpo parlamentario con existencia continua más antiguo del mundo, habiendo sido fundado en el año 979, ya que el Alþingi (parlamento islandés) es más antiguo pero tuvo un periodo de inactividad. El Tynwald consiste de dos cámaras: la Cámara de las Llaves electa de manera directa y el Consejo Legislativo, (cuyo presidente es el presidente ex officio del Tynwald), elegido de manera indirecta y cuya máxima autoridad es el Loayreyder.
Las cámaras se sientan juntas, el Día de Tynwald en St John's, con fines principalmente ceremoniales, y generalmente una vez al mes en los Edificios Legislativos de Douglas con facultades específicas. De lo contrario, las dos cámaras se sientan por separado, la Cámara de las Llaves origina la mayor parte de la legislación y el Consejo Legislativo actúa como una cámara de revisión.

## Etimología
El nombre procede del nórdico antiguo Þing-völlr, o llanura donde se reúne el thing, que era la asamblea de hombres libres de la antigua Escandinavia.

## Propuesta de reforma
En 2007, el sistema de gobierno de la isla fue revisado con planes para transformar el Consejo Legislativo en una cámara elegida directamente, haciéndose eco del impulso de reforma en la Cámara de los Lores del Reino Unido y la abolición de los Conseillers elegidos indirectamente en Guernsey.